# شهرستان واریک (ایندیانا)
شهرستان واریک (به انگلیسی: Warrick County) یک شهرستان در ایالت ایندیانا در آمریکا است. این شهرستان در سال ۱۸۱۳ تشکیل شد و به افتخار جیکوب واریک، فرمانده جنگی ایالت ایندیانا که در نبرد تیپکانو در ۱۸۱۱ کشته شد، نام‌گذاری شده‌است.